# Groupe de NGC 3735
Le groupe de NGC 3735 est un trio de galaxies situé dans la constellation du Dragon. La distance moyenne entre ce groupe et la Voie lactée est d'environ 41,5 Mpc (∼135 millions d'al). 

## Membres
Le tableau ci-dessous liste les trois galaxies du groupe indiquées dans l'article de A.M. Garcia paru en 1993. Abraham Mahtessian mentionne aussi l'existence de ce groupe avec les trois mêmes galaxies, mais la désignation employée est une abréviation des entrées du Catalogue of Galaxies and of Clusters of Galaxies, soit 1130+7149 pour CGCG 1131.5+7149 (la galaxie UGC 6552) et 1141++7001 pour CGCG 1141.7+7001 (la galaxie UGC 6711).
| Nom      | Class. | Type    | α (J2000.0)   | δ (J2000.0) | Vitesse radiale (km/s) | m    | Distance (Mpc) | Dimension (kal) |
| -------- | ------ | ------- | ------------- | ----------- | ---------------------- | ---- | -------------- | --------------- |
| NGC 3735 | SAc?   | Spirale | 11h 35m 57.3s | 70° 32′ 08″ | 2696 ± 2               | 11,9 | 40,9 ± 2,9     | 155             |
| UGC 6552 | S?     | Spirale | 11h 34m 33.9s | 71° 32′ 24″ | 2808 ± 1               | 13,6 | 42,5 ± 3,0     | 53              |
| UGC 6711 | S?     | Spirale | 11h 44m 29.7s | 69° 43′ 47″ | 2702 ± 9               | 12,8 | 41,1 ± 2,9     | 30              |

Le site DeepskyLog permet de trouver aisément les constellations des galaxies mentionnées dans ce tableau ou si elles ne s'y trouvent pas, l'outil du site constellation permet de le faire à l'aide des coordonnées de la galaxie. Sauf indication contraire, les données proviennent du site NASA/IPAC. 